# Perbíró József
Perbíró József (Barcs, 1908. május 21. – Kecskemét, 1991. október 18.) jogász, az 1956-os szegedi események szereplője.

## Élete
Édesapja Déli Vasútnál, édesanyja a háztartásban dolgozott. Magát zárkózott, „komoly kis emberke”-ként jellemzi önéletrajzi könyvében.
A polgári iskola elvégzése után négy éven keresztül egy nagykereskedelmi import cégnél volt gyakornok, majd a Pécsi Jezsuita Gimnázium később a Kaposvári Gimnázium magántanulójaként érettségizett. Tanulmányait saját költségén végezte. 1936-ban a pécsi Erzsébet Tudományegyetem jogi karán avatták doktorrá. 1937-ben megnősült. Füzy Matilddal való házasságából három gyermeke született: Perbíró Melinda, Perbíró Judit, Perbíró Valér. Első feleségétől később elvált. 1937 és 1941 között katonaként részt vett a háborúban.
1946–1949 között Egerben a Magyar Katolikus Jogakadémia Jog- és Államtudományi Kar Kereskedelmi és Váltójogi Tanszékén egyetemi tanár, majd tanszékvezető egyetemi tanárként dolgozott a szegedi Állam- és Jogtudományi Kar Kereskedelmi és Váltójogi Tanszékén, melyet 1950-ben Gazdasági Jogi Tanszékké, majd Mezőgazdasági és Munkajogi Tanszékké alakítottak át. Az Egyetemi Tanács az Egyetemi Szociális Bizottság elnökévé, oktatási felelőssé, majd 1956-ban dékánhelyettessé nevezte ki, mely tisztséget 1957-es letartóztatásáig ellátta. Szakterülete a kereskedelmi és váltójog, szövetkezeti jog, földjog volt.

## Az 1956-os szegedi eseményekben való részvétel, megtorlás
1956. október 16-án az egyetemi ifjúság az Auditórium Maximumban gyűlést tartott, melynek tanár-elnökségét Perbíró József vállalta el. A nagygyűlés elfogadta azt a 12 pontot, melyet az egész országban terjeszteni kezdtek, s amely alapjaiban járult hozzá a későbbi országos – köztük a budapesti – események elindításához.
Október 26-án ülésezett az Egyetemi Tanács. Baróti Dezső, Nyíri Antal és Korpássy Béla a forradalmi eseményekben az egyetem szerepét a békés megoldás, a fegyveres harc megakadályozásában látták. Perbíró a városi pártbizottságon, majd az ÁVÓ-nál tárgyalt a vérontás elkerüléséről.
Október 27-én az egyetemi tanács képviselőjeként a városházán összehívott Munkástanács elnökévé választotta. E tisztségében kérte az átvonuló szovjet hadsereg tankoszlopainak leállítását, a köznyugalom visszaállítását, kijárási tilalom feloldását. A Munkástanács eközben átalakult Forradalmi Bizottsággá, az elkövetkező napokban Perbíró József javaslatára Gosztonyi István tüzér őrnagy lett a nemzetőrség főparancsnoka. Munkáját a Forradalmi Bizottság élén a nyugalom megőrzése iránti elkötelezett kiállás jellemezte.
November 5-én hajnalban a szovjet csapatok beszivárogtak a városba, a városházán spontán összegyűlt Néptanács elnökségét Perbíró József látta el. A gyűlés végeztével a szovjetek a résztvevőket elfogták.
Tanács-elnökhelyettesként szerepet vállalt az új városvezetésben, 1957. február 18-ai letartóztatásáig. A bíróság első fokon tizenöt év, másodfokon életfogytiglani börtönbüntetésre ítélte. Az ún. ENSZ-amnesztiával, 1962. november/március 26-án szabadult.

## Szabadulása után
Szabadulása után feleségül vette dr. Nagy Mártát. A budapesti XIII. kerületi Közért ügyintézőjeként működött. Műszaki és mérnökközgazdász diplomát szerzett, majd a siófoki Vízmű Vállalatnál revizori, később műszaki-gazdasági tanácsadói munkakört látott el. 1970-ben – megelőzve elbocsájtását – nyugdíjba vonult. Nyugdíjazása után Kecskeméten szakfordítóként dolgozott.
1989-ben a József Attila Tudományegyetem rehabilitálta, Professor emeritus címet adományozott Perbíró Józsefnek. 1991. október 18-án, Kecskeméten hunyt el, és a Szegedi Dóm altemplomában helyezték örök nyugalomra.

## Művei
- Perbíró József: Részvény és üzletrész (habilitációs monográfia)
- Uti kalauz a keresztény kereskedők és iparosok üzletébe / kiad. Perbíró József, Akarat Szövetkezet, Pécs: Akarat Szövetkezet, 1938
- Perbíró József: Gazdasági jog: kézirat gyanánt: Szeged 1950/51. tanév, Szeged: Szegedi Tudományegyetem Állam- és Jogtudományi Kar, 1950
- Perbíró József: A szovjet kolhozjog, Szeged: VKM, 1951
- Weltner Andor, Rudolf Lóránd, Perbíró József: Munkajog I.: a munkajogviszony általában, Budapest: Tankönyvkiadó, 1951
- Földes Iván, Rudolf Lóránt, Perbíró József: Mezőgazdasági jog, Budapest: Eötvös Loránd Tudományegyetem Állam- és Jogtudományi Kar, 1953
- Jogtudományi közlöny 1953: 10/11. 432-442. p.
- Perbiró József korreferátuma Medve Zsigmond: "A termelőszövetkezetek földhasználata" című előadásához: [kézirat], Szeged, 1955
- Perbíró József: A mezőgazdasági termelőszövetkezeti tagok munkajogviszonyának néhány elvi kérdése (in: Acta Universitatis Szegediensis. Acta juridica et politica Tom. 2., fasc. 1-3.), Szeged: Szegedi Tudományegyetem Állam- és Jogtudományi Kar, 1956
- Ötvenhat Szegeden – emlékeimben; Novum Kft, Szeged, 1989
- Perbíró József: Ötvenhat Szegeden – emlékeimben, Szeged: Belvedere Meridionale, 2002

## Szakirodalom
- Appeal from the University of Szeged, Hungary. (1956): Nature. 178, 1094.
- Matyinkó Sebestyén József Emléktáblát avattak Szegeden dr. Perbíró Józsefnek In.: Honismeret : a Honismereti Szövetség folyóirata, 23.1993:4. 82. p.
- Péter László: Mindörökké Szeged, Budapest : Argumentum, 1997 541-552. p.
- Bálint László: 1956 : forradalom Szegeden Budapest : Pofosz, 2000
- Kiss Tamás: Magyar Egyetemisták és Főiskolások Szövetsége Szeged – 1956 Belvedere Meridionale, Szeged, 2002
- Magyar Katolikus Lexikon 10. kötet : Oltal-Pneu, Budapest : Szent István Társulat, 2005 827. p.
- Szolcsányi János (2005): Szegedi szikra gyújtotta fel az ’56-os forradalmi lángot Magyar Nemzet. november 3.
- Bálint László: Ki kicsoda 1956-ban a forradalomban és megtorlásban Szegeden és Csongrád megyében, Szeged : Pofosz, 2006
- Szolcsányi János: 56-os szegedi kiáltvány a Nature-ben In. Magyar Tudomány, 2006/10. 1222. p.
- Újszászi Ilona: A szabadság pillangója : 1956 Szegeden, az egyetemen : Emlékezések, írások, dokumentumok, Szeged : Belvedere Meridionale, 2006. 239-254. p.
- Vida Mihály: Három hét boldogság : 1956 szegedi története Szeged, Belvedere Meridionale, 2006
- Bálint László: Perbíró per : az 1956-os forradalom utáni megtorlás legjelentősebb szegedi büntetőpere, Szeged : Magyar Politikai Foglyok Szövetsége Csongrád Megyei Szervezete, Délalföldi 56-os Vitézi Rend Főkapitánysága, 2014

## További források
- Szegedi egyetemi almanach : 1921-1995. I. köt. (1996). Szeged, Mészáros Rezső. Perbíró József lásd 58. p. ISBN 963-482-037-9
- DélmagyArchív - 1956-1957-es évfolyam. http://dm.ek.szte.hu . SZTE Klebelsberg Könyvtár
- Perbíró József életrajza. http://www.rev.hu/ . Az 1956-os Magyar Forradalom Történetének Dokumentációs és Kutatóintézete Közalapítvány
- MEFESZ gyűlés, Szeged, 1956. október 16.. youtube.com . youtube.com
- Perbíró József. almanach.pte.hu

### Dokumentumfilmek
- Októberi nyár, Szeged 1956. Rendező: Cserháti János, 1993
- Szegedi ballada. Rendező: Vida Mihály, 2006